# Hrvatski nogometni savez
Hrvatski nogometni savez (HNS), krovno tijelo športa muškog i ženskog nogometa u Hrvatskoj za sve dobne kategorije. Uz nogomet krovno je tijelo srodnih športova - futsala te nogometa na pijesku. 
Izbor dr. Milovana Zoričića za voditelja nogometne sekcije Hrvatskog športskog saveza, 13. lipnja 1912. godine, službeno se računa kao nadnevak osnutka Hrvatskog nogometnog saveza. 
Savez je postao članom FIFA-e 17. srpnja 1941. godine, a nakon što je Hrvatska ostvarila neovisnost, članstvo je potvrđeno 3. srpnja 1992. godine. U Europsku nogometnu organizaciju UEFA-u HNS je primljen u punopravno članstvo 17. lipnja 1993. godine, tako da je UEFA Euro '96 prvo međunarodno natjecanje na koje je Hrvatska nogometna reprezentacija stekla pravo sudjelovanja kroz kvalifikacije, u kojima je osvojila prvo mjesto i izborila nastup na završnici u Engleskoj. Odmah u sljedećim kvalifikacijama izborila je i svoj prvi nastup na Svjetskom prvenstvu u Francuskoj, te je zaključno s UEFA Euro '24 reprezentacija sudjelovala na 6 od mogućih 7 svjetskih i 7 od 8 mogućih europskih prvanstava, a uključujući Final Four Uefine Lige nacija osvojila je dvije srebrne i dvije brončane medalje na ovim velikim nogometnim natjecanjima.
Od prve službene utakmice 2. travnja 1940. do kraja 2024. godine Hrvatska A reprezentacija odigrala je ukupno 383 međunarodne utakmice, ostvarivši 200 pobjeda, 103 neriješena rezultata i 80 poraza, uz gol-razliku 661:388.

## Nazivi i nogometne organizacije kroz povijest
- 1912. – 1914. Nogometna sekcija (pododbor) Hrvatskog športskog saveza (osnovana 13. lipnja 1912. godine)
- 1914. – 1918. Odbor za priređivanje nogometnih utakmica u korist Crvenog križa (od listopada 1914. godine)
- 1918. – 1919. Nogometna sekcija Hrvatskog športskog saveza (od 22. listopada 1918. godine)
- 1919. – 1939. Osnivačka sjednica Hrvatskog nogometnog saveza održana 15. travnja 1919. godine pretvorena je u osnivačku sjednicu Jugoslavenskog nogometnog saveza. Kroz to vrijeme broj podsaveza od kojih se Jugoslavenski savez sastoji s vremenom raste od 6 do 14 podsaveza, od kojih na području današnje Hrvatske djeluju tri: Zagrebački nogometni podsavez, Splitski nogometni podsavez i Osječki nogometni podsavez.
- 1939. – 1945. Hrvatski nogometni savez (od 7. kolovoza 1939. godine)
- 1945. – 1947. Stručni odbor za nogomet Zemaljskog fiskulturnog odbora Hrvatske (od 4. prosinca 1945. godine)
- 1947. – 1948. Nogometni odbor Fiskulturnog saveza Hrvatske (od 13. siječnja 1947. godine)
- 1948. – 1990. Nogometni savez Hrvatske (od 18. srpnja 1948. godine)
- od 1990. Hrvatski nogometni savez

## Predsjednici
|     | osoba                        | mandat                               | trajanje             | značajni događaji                                                                                                  |
| --- | ---------------------------- | ------------------------------------ | -------------------- | --- |
| 1.  | prof. dr. Milovan Zoričić    | 17. srpnja 1912. – 1914.             | 2 godine             | Osnivanje nogometne sekcije Hrvatskog športskog saveza                                                             |
| 2.  | Vladimir Očić                | 1914.                                | dio godine           | |
| 3.  | dr. Milan Graf               | 1914. – 1919.                        | 5 godina             | |
| 4.  | dr. Ivo Kraljević            | 7. kolovoza 1939. – 1941.            | 2 godine             | Prva službena utakmica A reprezentacije                                                                            |
| 5.  | dr. Rudolf Hitrec            | 1941. – 1942.                        | 1 godina             | Primitak HNS-a u Fifu                                                                                              |
| 6.  | Vatroslav Petek              | 1942. – 1944.                        | 2 godine             | |
| 7.  | dr. Rinaldo Čulić            | 1944. – 1945.                        | 1 godina             | |
| 8.  | Mijo Hršak                   | 1945. – 1947.                        | 2 godine             | |
| 9.  | Lazo Vračarić                | 1947. – 1950.                        | 3 godine             | |
| 10. | inž. Boris Bakrač            | 1950. – 1953.                        | 3 godine             | |
| 11. | Vlado Ranogajec              | 1953. – 1957.                        | 4 godine             | |
| 12. | Mirko Oklobdžija             | 1957. – 1959.                        | 2 godine             | |
| 13. | Pero Splivalo                | 1959. – 1965.                        | 5 godina             | |
| 14. | Luka Bajakić                 | 1965. – 1966.                        | 1 godina             | |
| 15. | Bruno Knežević               | 1966. – 1971.                        | 5 godina             | |
| 16. | Ivan Kolić                   | 1971. – 1976.                        | 5 godina             | |
| 17. | Vlato Bogatec                | 1976. – 1978.                        | 2 godine             | |
| 18. | Ljubo Španjol                | 1978. – 1981.                        | 3 godine             | |
| 19. | Željko Huber                 | 1981. – 1982.                        | 1 godina             | |
| 20. | Dušan Veselinović            | 1982. – 1984.                        | 2 godine             | |
| 21. | Milivoj Ražov                | 1984. – 1985.                        | 1 godina             | |
| 22. | Adam Sušanj                  | 1985. – 1986.                        | 1 godina             | |
| 23. | Antun Ćilić                  | 1986. – 1988.                        | 2 godine             | |
| 24. | Paško Viđak                  | 1988. – 1990.                        | 2 godine             | |
| 25. | dr. Mladen Vedriš            | rujan 1990. – 8. srpnja 1994.        | 3 godine, 10 mjeseci | Prva službena utakmica A reprezentacije u modernoj Hrvatskoj; Osamostaljenje HNS-a od FSJ-a; Primitak HNS-a u Uefu |
| 26. | dr. Damir Matovinović (v.d.) | 8. srpnja 1994. – 10. ožujka 1995.   | 8 mjeseci            | |
| 27. | Đuro Brodarac                | 10. ožujka – 8. lipnja 1995.         | 3 mjeseca            | |
| 28. | Nadan Vidošević              | 8. lipnja 1995. – 17. kolovoza 1996. | 1 godina, 2 mjeseca  | EURO 1996. |
| 29. | dr. Josip Šoić               | 17. kolovoza 1996. – 2. lipnja 1997. | 9 mjeseci            | |
| 30. | Branko Mikša                 | 2. lipnja 1997. – 5. listopada 1998. | 1 godina, 4 mjeseca  | SP 1998. |
| 31. | Vlatko Marković              | 18. prosinca 1998. – 5. srpnja 2012. | 13 godina, 6 mjeseci | SP 2002.; EURO 2004.; SP 2006.; EURO 2008.; EURO 2012.                                                             |
| 32. | Davor Šuker                  | 5. srpnja 2012. – 29. srpnja 2021.   | 9 godina             | SP 2014.; EURO 2016.; SP 2018.; EURO 2020.                                                                         |
| 33. | Marijan Kustić               | 29. srpnja 2021. – danas             | u tijeku             | SP 2022.; LN 2023.                                                                                                 |

## Grb HNS-a kroz povijest
|            |            |         |                   |                   |                   |                   |
| do 1940-ih | do 1940-ih | 1940-ih | 1950-ih i 1960-ih | 1970-ih i 1980-ih | od 1990. do 2013. | od 2013. do danas |

## Najveći uspjesi
- Povelja Republike Hrvatske 2018.
- Trofej Hrvatskog olimpijskog odbora 1992.

| "A" reprezentacija - 2 x Državna nagrada za šport "Franjo Bučar" 1998. i 2018. - 2 x FIFA-ina nagrada za reprezentaciju s najvećim napretkom 1994. i 1998. - 9 x Nagrada HOO-a za najboljeg promicatelja Hrvatske u svijetu 2001., 2005., 2006., 2007., 2014., 2015., 2018., 2022. i 2023. - 3 x Nagrada HOO-a za najbolju momčad Hrvatske 2018., 2022. i 2023. - Posebno priznanje Hrvatske turističke zajednice za promicanje turizma u svijetu - Plavi cvijet 2008. - FIFA/Coca-Cola Ranking 1998. i 1999. – 3. mjesto - 5 x Najbolja momčad Hrvatske 1997., 1998., 2001., 2008., 2018. i 2023. - EURO Engleska 1996. - četvrtfinalist - 7. mjesto - Svjetsko prvenstvo Francuska 1998. - brončana medalja - Svjetsko prvenstvo Južna Koreja i Japan 2002. - skupina - 23. mjesto - EURO Portugal 2004. - skupina - 13. mjesto - Svjetsko prvenstvo Njemačka 2006. - skupina - 22. mjesto - EURO Austrija i Švicarska 2008. - četvrtfinalist - 5. mjesto - EURO Poljska i Ukrajina 2012. - skupina - 10. mjesto - Svjetsko prvenstvo Brazil 2014. - skupina - 19. mjesto - Europsko prvenstvo Francuska 2016. - osmina finala - 9. mjesto - Svjetsko prvenstvo Rusija 2018. - srebrna medalja - Europsko prvenstvo Europa 2020. - osmina finala - 14. mjesto - Svjetsko prvenstvo Katar 2022. - brončana medalja - Liga nacija 2023. - srebrna medalja - Europsko prvenstvo Njemačka 2024. - skupina - 18. mjesto | U-21 reprezentacija - Europsko U-21 prvenstvo Slovačka 2000. - skupina - Europsko U-21 prvenstvo Njemačka 2004. - skupina - Europsko U-21 prvenstvo Italija/San Marino 2019. - skupina - Europsko U-21 prvenstvo Slovenija/Mađarska 2021. - četvrtfinalist - Europsko U-21 prvenstvo Rumunjska/Gruzija 2023. - skupina U-20 reprezentacija - Svjetsko U-20 prvenstvo Nigerija 1999. - osmina finala - 14.mjesto i Nagrada Fair-play - Svjetsko U-20 prvenstvo Kolumbija 2011. - skupina - 23. mjesto - Svjetsko U-20 prvenstvo Turska 2013. - osmina finala - 11. mjesto U-19 reprezentacija - Europsko U-19 prvenstvo Francuska 2010. - 3./4. mjesto - Europsko U-19 prvenstvo Estonija 2012. - skupina - Europsko U-19 prvenstvo Njemačka 2016. - skupina U-18 reprezentacija - Europsko U-18 prvenstvo Cipar 1998. - brončana medalja - Europsko U-18 prvenstvo Njemačka 1999. - skupina U-17 reprezentacija - Svjetsko U-17 prvenstvo Trinidad i Tobago 2001. - skupina - 11. mjesto - Europsko U-17 prvenstvo Italija 2005. - polufinale - 4. mjesto - Europsko U-17 prvenstvo Slovačka 2013. - skupina - Svjetsko U-17 prvenstvo UAE 2013. - skupina - 17. mjesto - Europsko U-17 prvenstvo Bugarska 2015. - četvrtfinalist - Svjetsko U-17 prvenstvo Čile 2015. - četvrtfinalist - 7. mjesto - Europsko U-17 prvenstvo Hrvatska 2017. - domaćini/skupina - Europsko U-17 prvenstvo Mađarska 2023. - skupina - Europsko U-17 prvenstvo Cipar 2023. - skupina U-16 reprezentacija - Europsko U-16 prvenstvo Austrija 1996. - četvrtfinalist - Europsko U-16 prvenstvo Škotska 1998. - četvrtfinalist - Europsko U-16 prvenstvo Češka 1999. - skupina - Europsko U-16 prvenstvo Engleska 2001. - brončana medalja | Futsalska reprezentacija - Europsko prvenstvo - Španjolska 1999. - skupina - Svjetsko prvenstvo - Gvatemala 2000. - drugi krug - 5. mjesto - Europsko prvenstvo - Rusija 2001. - skupina - Mediteranski kup - Libija 2010. - pobjednici - Europsko prvenstvo - Hrvatska 2012. – 4. mjesto - Europsko prvenstvo - Belgija 2014. – 8. mjesto - Europsko prvenstvo - Srbija 2016. – 9. mjesto - Europsko prvenstvo - Nizozemska 2022. – skupina Futsalska U-21 reprezentacija - Europsko U-21 prvenstvo - Rusija 2008. - skupina Futsalska U-19 reprezentacija - Europsko U-19 prvenstvo - Latvija 2019. - srebrna medalja - Europsko U-19 prvenstvo - Španjolska 2022. - skupina - Europsko U-19 prvenstvo - Hrvatska 2023. - domaćini/skupina |

## Članovi
(kolovoz 2022.)
Izravni članovi Hrvatskog nogometnog saveza su 21 županijski nogometni savez čiji su izravni članovi klubovi, a posredno igrači, treneri i suci.
| - Broj registriranih klubova: 1806 - muškarci: - nogometni klubovi: 1536 - veteranski nogometni klubovi: 56 - malonogometni ili futsalski klubovi: 168 - klubovi nogometa na pijesku: 6 - žene: - ženski nogometni klubovi: 35 - ženski malonogometni ili futsalski klubovi: 4 | - Broj registriranih igrača/igračica: 110.269 - muškarci: 108.155: - nogometaši: 103.743 - futsalski igrači: 4375 - igrači nogometa na pijesku: 37 - žene: 4192: - nogometašice: 4063 - futsalske igračice: 129 | - Broj licenciranih trenera/trenerica: 3542 - muškarci: 3508: - nogometi treneri: 3433 - treneri vratara: 23 - futsalski treneri: 52 - žene: 34: - nogometne trenerice: 33 - futsalske trenerice: 1 | - Broj registriranih sudaca/sutkinja: 4443 - muškarci 4249: - FIFA suci: 11 - savezni suci: 615 - regionalni suci: 360 - suci: 1087 - suci pripravnici: 642 - ostali: 1534 - žene: 194 - FIFA sutkinje: 5 - savezne sutkinje: 4 - regionalne sutkinje: 1 - sutkinje: 48 - sutkinje pripravnice: 49 - ostale: 87 |

## Unutarnje poveznice
| - Popis predsjednika Hrvatskog nogometnog saveza - Popis glavnih tajnika Hrvatskog nogometnog saveza - Trofej podmlatka Hrvatskog nogometnog saveza - Hrvatska nogometna reprezentacija - Popis službenih utakmica hrvatske nogometne reprezentacije - Popis nastupa za hrvatsku nogometnu reprezentaciju - Popis strijelaca hrvatske nogometne reprezentacije - Popis izbornika hrvatske nogometne reprezentacije - Zanimljivosti i statistika hrvatske nogometne reprezentacije - Popis hrvatskih nogometnih reprezentativaca | - Prvenstvo Hrvatske u nogometu - Hrvatska nogometna liga - Hrvatski nogometni kup - Hrvatski nogometni superkup - Popis hrvatskih nogometnih klubova - Popis hrvatskih ženskih nogometnih klubova - Popis hrvatskih malonogometnih klubova - Hrvatska republička nogometna liga - Hrvatski klubovi osvajači i finalisti europskih ili svjetskih kupova |

## Vanjske poveznice
- Službena stranica

| Europski nogometni savezi (UEFA) | Europski nogometni savezi (UEFA) |
| --- | -------------------------------- |
| |                                  |
| Albanija • Andora • Armenija • Austrija • Azerbajdžan • Belgija • Bjelorusija • BiH • Bugarska • Cipar • Crna Gora • Češka • Danska • Engleska • Estonija • Finska • Farskih Otoka • Francuska • Gibraltar • Grčka • Gruzija • Hrvatska • Irska • Island • Italija • Izrael • Kazahstan • Kosovo • Latvija • Lihtenštajn • Litva • Luksemburg • Mađarska • Malta • Moldova • Nizozemska • Norveška • Njemačka • Poljska • Portugal • Rumunjska • Rusija • San Marino • Srbija • Sjeverna Irska • Sjeverna Makedonija • Slovačka • Slovenija • Škotska • Španjolska • Švedska • Švicarska • Turska • Ukrajina • Wales |                                  |
| |                                  |
| Bivše članice ČSSR • Jugoslavija • DR Njemačka • SR Njemačka • SiCG • SSSR |                                  |
| Bivše članice |                                  |
| |                                  |
| ČSSR • Jugoslavija • DR Njemačka • SR Njemačka • SiCG • SSSR |                                  |

| Bivše članice                                                |
|                                                              |
| ČSSR • Jugoslavija • DR Njemačka • SR Njemačka • SiCG • SSSR |

| Europski nogometni savezi (UEFA) | Europski nogometni savezi (UEFA) |
| --- | -------------------------------- |
| |                                  |
| Albanija • Andora • Armenija • Austrija • Azerbajdžan • Belgija • Bjelorusija • BiH • Bugarska • Cipar • Crna Gora • Češka • Danska • Engleska • Estonija • Finska • Farskih Otoka • Francuska • Gibraltar • Grčka • Gruzija • Hrvatska • Irska • Island • Italija • Izrael • Kazahstan • Kosovo • Latvija • Lihtenštajn • Litva • Luksemburg • Mađarska • Malta • Moldova • Nizozemska • Norveška • Njemačka • Poljska • Portugal • Rumunjska • Rusija • San Marino • Srbija • Sjeverna Irska • Sjeverna Makedonija • Slovačka • Slovenija • Škotska • Španjolska • Švedska • Švicarska • Turska • Ukrajina • Wales |                                  |
| |                                  |
| Bivše članice ČSSR • Jugoslavija • DR Njemačka • SR Njemačka • SiCG • SSSR |                                  |
| Bivše članice |                                  |
| |                                  |
| ČSSR • Jugoslavija • DR Njemačka • SR Njemačka • SiCG • SSSR |                                  |

| Bivše članice                                                |
|                                                              |
| ČSSR • Jugoslavija • DR Njemačka • SR Njemačka • SiCG • SSSR |

| Nogomet u Hrvatskoj                                                           | Nogomet u Hrvatskoj |
| ----------------------------------------------------------------------------- | --- |
|                                                                               | |
| Hrvatski nogometni savez                                                      | |
|                                                                               | |
| Reprezentacije i selekcije                                                    | Muške reprezentacije "A" • "B" • do 23 • do 21 • do 20 • do 19 • do 18 • do 17 • do 16 • do 15 • do 14 Ženske reprezentacije "A" • do 19 • do 17 • do 15 Futsalske reprezentacije "A" • do 21 • do 19 Ostale selekcije beskućnička • gluhih • liječnička • policijska • romska • svećenička • veteranska • vojna |
|                                                                               | |
| Ligaška natjecanja                                                            | HNL • 1. NL • 2. NL • 3. NL • 4. HNL • 1. ŽNL • 2. ŽNL • 3. ŽNL • 4. ŽNL • Ligaški sustav |
|                                                                               | |
| Kup natjecanja                                                                | Hrvatski nogometni kup • Hrvatski nogometni superkup |
|                                                                               | |
| Natjecanja za mlađe selekcije                                                 | juniori (prvenstvo / kup) • kadeti (prvenstvo / kup) • pioniri (prvenstvo / kup) |
|                                                                               | |
| Natjecanja za veterane                                                        | nogometno prvenstvo veterana • dvoransko prvenstvo veterana |
|                                                                               | |
| Natjecanja za žene                                                            | 1. HNLŽ • 2. HNLŽ • HNK za žene • 1. HMNLŽ |
|                                                                               | |
| Malonogometna natjecanja                                                      | 1. HMNL • 2. HMNL • Malonogometni kup • Malonogometni superkup • 1. HMNLŽ • Dvoransko prvenstvo 1. HNL |
|                                                                               | |
| Nogomet u Hrvatskoj • Popis klubova • Popis nogometaša • Popis bivših klubova | |
| Muške reprezentacije                                                          | "A" • "B" • do 23 • do 21 • do 20 • do 19 • do 18 • do 17 • do 16 • do 15 • do 14 |
|                                                                               | |
| Ženske reprezentacije                                                         | "A" • do 19 • do 17 • do 15 |
|                                                                               | |
| Futsalske reprezentacije                                                      | "A" • do 21 • do 19 |
|                                                                               | |
| Ostale selekcije                                                              | beskućnička • gluhih • liječnička • policijska • romska • svećenička • veteranska • vojna |

| Muške reprezentacije     | "A" • "B" • do 23 • do 21 • do 20 • do 19 • do 18 • do 17 • do 16 • do 15 • do 14         |
|                          |                                                                                           |
| Ženske reprezentacije    | "A" • do 19 • do 17 • do 15                                                               |
|                          |                                                                                           |
| Futsalske reprezentacije | "A" • do 21 • do 19                                                                       |
|                          |                                                                                           |
| Ostale selekcije         | beskućnička • gluhih • liječnička • policijska • romska • svećenička • veteranska • vojna |

| Nogomet u Hrvatskoj                                                           | Nogomet u Hrvatskoj |
| ----------------------------------------------------------------------------- | --- |
|                                                                               | |
| Hrvatski nogometni savez                                                      | |
|                                                                               | |
| Reprezentacije i selekcije                                                    | Muške reprezentacije "A" • "B" • do 23 • do 21 • do 20 • do 19 • do 18 • do 17 • do 16 • do 15 • do 14 Ženske reprezentacije "A" • do 19 • do 17 • do 15 Futsalske reprezentacije "A" • do 21 • do 19 Ostale selekcije beskućnička • gluhih • liječnička • policijska • romska • svećenička • veteranska • vojna |
|                                                                               | |
| Ligaška natjecanja                                                            | HNL • 1. NL • 2. NL • 3. NL • 4. HNL • 1. ŽNL • 2. ŽNL • 3. ŽNL • 4. ŽNL • Ligaški sustav |
|                                                                               | |
| Kup natjecanja                                                                | Hrvatski nogometni kup • Hrvatski nogometni superkup |
|                                                                               | |
| Natjecanja za mlađe selekcije                                                 | juniori (prvenstvo / kup) • kadeti (prvenstvo / kup) • pioniri (prvenstvo / kup) |
|                                                                               | |
| Natjecanja za veterane                                                        | nogometno prvenstvo veterana • dvoransko prvenstvo veterana |
|                                                                               | |
| Natjecanja za žene                                                            | 1. HNLŽ • 2. HNLŽ • HNK za žene • 1. HMNLŽ |
|                                                                               | |
| Malonogometna natjecanja                                                      | 1. HMNL • 2. HMNL • Malonogometni kup • Malonogometni superkup • 1. HMNLŽ • Dvoransko prvenstvo 1. HNL |
|                                                                               | |
| Nogomet u Hrvatskoj • Popis klubova • Popis nogometaša • Popis bivših klubova | |
| Muške reprezentacije                                                          | "A" • "B" • do 23 • do 21 • do 20 • do 19 • do 18 • do 17 • do 16 • do 15 • do 14 |
|                                                                               | |
| Ženske reprezentacije                                                         | "A" • do 19 • do 17 • do 15 |
|                                                                               | |
| Futsalske reprezentacije                                                      | "A" • do 21 • do 19 |
|                                                                               | |
| Ostale selekcije                                                              | beskućnička • gluhih • liječnička • policijska • romska • svećenička • veteranska • vojna |

| Muške reprezentacije     | "A" • "B" • do 23 • do 21 • do 20 • do 19 • do 18 • do 17 • do 16 • do 15 • do 14         |
|                          |                                                                                           |
| Ženske reprezentacije    | "A" • do 19 • do 17 • do 15                                                               |
|                          |                                                                                           |
| Futsalske reprezentacije | "A" • do 21 • do 19                                                                       |
|                          |                                                                                           |
| Ostale selekcije         | beskućnička • gluhih • liječnička • policijska • romska • svećenička • veteranska • vojna |